# Ostatni bastion romantyzmu
Ostatni bastion romantyzmu – wspólny album studyjny duetu Karaś/Rogucki wydany 14 lutego 2020 roku.
Na płycie znajdują się utwory, które artyści opisują jako erotyki motoryzacyjno-katastroficzne, opowiadające o uczuciach w epoce końca cywilizacji. Całość przybrała formę mroczną, gęstą i duszną, zainspirowaną muzyką lat 80., zimną falą oraz new romantic.

## Lista utworów
Wszystkie utwory skomponowali wspólnie Karaś i Rogucki.
1. "Kilka westchnień" – 3:49
2. "Bolesne strzały w serce" – 3:37
3. "La petite mort" – 3:38
4. "Nie mogę spać" – 3:54
5. "Na zakręcie" – 3:44
6. "Świecę we wszystkich kierunkach" – 3:32
7. "Witaminy" – 3:54
8. "Ciociosan" – 3:48
9. "Katrina" – 3:45
10. "Taka ilość słońca" – 3:50
11. "1996" – 3:38